# Георг Швайнфурт
Георг Аугуст Швайнфурт (на немски: Georg August Schweinfurth) е германски ботаник, изследовател на Африка.

## Биография

### Произход и образование
Роден е на 29 декември 1836 година в Рига, Руската империя, в семейство на търговец на спиртни напитки. От 1856 до 1862 година учи в най-реномираните германски университети – Хайделбергски, Мюнхенски и Берлински, като се посвещава особено на ботаника и палеонтология.

### Експедиции (1864 – 1871)

#### Експедиция в Египет и Судан (1864 – 1866)
През 1864 – 1866 година изследва западното египетско-суданско крайбрежие на Червено море, от Кусейр до Суакин. Основната дейност на експедицията се състои в събиране, сортиране и обработване на ботанически екземпляри. През 1868 година на базата на събрания материал издава първата карта, на която басейна на река Нил е разделен на растителни и географски зони.

#### Експедиция в Централна Африка (1869 – 1871)
През 1869 – 1870 година по искане на Берлинската академия на науките изследва речната система на река Бахр ел Газал (Бели Нил). На 5 януари 1869 година отплава от Хартум нагоре по Нил и на 22 февруари достига до Мешра-ер-Рек. Изследва реките Тондж и Джур (дясна съставяща на Бахр-ел-Газал) и открива левия приток на Джур – река Вау. От декември 1869 до януари 1870 година изследва областта между реките Тондж и Рол, включително разположената между тях река Роа (десен приток на Джур). В края на януари тръгва на юг, преминава през областта на горните течения на реките Тондж и Суе-Джур, в началото на март пресича ниския хълмист вододел между Нил и Конго и навлиза в областта на горното течение на река Бвере (десен приток на Уеле). На 19 март открива река Уеле, пресича я около устието на левия ѝ приток река Гада и достига до селището Тапили (3°25′ с. ш. 27°40′ и. д. / 3.416667° с. ш. 27.666667° и. д.). На обратния път пресича реките Гада и Кибали (Уеле), в края на май изследва планината Бангензе на вододела между Нил и Конго и открива изворите на река Суе (Джур). На 13 юли се завръща в базата си между реките Джур и Тондж.
През януари и февруари 1871 година извършва експедиция в областта Дар-Фертит (в Югозападен Судан). На запад от река Понго (десен приток на Бахр-ел-Араб) открива река Куру (десен приток на Лол, от басейна на Понго) и левия ѝ приток река Бири. На 21 юли се завръща в Хартум, а в началото на октомври – в Александрия.
Резултатите от тригодишното пътешествие на Швайнфурт са огромни. Освен че изяснява речната система на най-големия ляв приток на Нил – Бахр ел Газал и открива вододела Нил-Конго и река Уеле, той за първи път дава сведения за етническия състав на населението на посетените райони. Открива и описва народността азанде и пигмеите ака. През 1874 година в Лайпциг излиза двутомния му труд „Im Herzen von Afrika“ („В сърцето на Африка“), който веднага е признат като истинско съкровище сред географските съчинения за африканския континент.

### Следващи години (1871 – 1925)
През 1873 – 1874 година участва в експедицията на Герхард Ролфс в качеството си на топограф и ботаник.
През 1874 година по настояване на хедива (управителя) на Египет посещава Кайро и през 1875 година основава Египетското географско дружество, най-старото географско дружество в Африка и става негов ръководител до 1888 година. По време на пребиваването си в Египет провежда няколко нови експедиции в страната и на Арабския п-ов, като през 1888 – 1889 година извършва петрографски изследвания в Йемен.
През 1881, 1891, 1892 и 1894 година изследва флората и релефа на Еритрея, а през 1893 година – на остров Сокотра (3600 кв. км).
През 1889 година окончателно се завръща в Германия и се установява в Берлин, където умира на 19 септември 1925 година на 88-годишна възраст.